# 天野亜希子
天野亜希子（あまの あきこ、5月22日 - ）は、日本の女性声優、ナレーター。フリー。富山県出身。旧名：天野琴恵。

## 来歴
青二塾東京校Ⅱ部第11期卒業、以前は青二プロダクション、ぷろだくしょん★A組に所属していた。ぷろだくしょん★A組所属時は天野琴恵名義で活動。2019年2月よりフリー。　ジャパンウイメンズコレクション2020 首都圏大会40代部門グランプリ、総合部門3位、日本大会ファイナリスト。

## 出演作品

### 吹き替え
- 新しき世界（シヌ〈ソン・ジヒョ〉）[3]
- ブレイクダウン ロシア大統領暗殺（ユーリヤ）
- 溺殺魔 セバスチャン・ドナー（イザベル）
- サバイバー: 宿命の大統領（ベス、リサ）
- シカゴ・メッド（シルビー・ブレット〈カーラ・キルマー〉）
- スタートアップ（ミーガン）
- 天命（キョンウォン）
- HAWAII FIVE-0 シーズン4 #13
- HAWAII FIVE-0 シーズン6 #17（アンナ〈オルガ・フォンダ〉）
- ぼくらと、僕らの闇（シンディー、エミリ）
- ジェニファー・ロペス 戦慄の誘惑
- 恋するシェフの最強レシピ （ジャオティ）[4]
- THE NAKED XL〜9人の挑戦〜（シャノン、レイシー）
- チェサピーク海岸 シーズン3（テリ）
- HAWAII FIVE-0 シーズン7 #1（ミレカ）
- HAWAII FIVEｰ0 シーズン8（ニコール）
- アメリカを荒らす者たち シーズン2（ジェナ・ホーソーン）
- 呪われた家 The UNSPOKEN （ジニー・ピーターソン）
- スタートアップ シーズン3（ソフィア）
- 二つの真実、三つの嘘（アニカ）
- インビジブル・ウィットネス　見えない目撃者（ラウラ）

### テレビアニメ
- 戦隊レッド 異世界で冒険者になる (進藤ゆかり)
- イケメン救護隊 ナースエンジェルス（ナースブルー[5]）

### ゲーム
- イケメン救護隊 ナースエンジェルス（ナースブルー）
- オレカバトル（悪魔デメララ）
- ねんどろいど じぇねれ〜しょん（ネガクライ、警官）
- V.D. -バニッシュ メント・デイ- （川西 洋子[6]）
- ビッグバッドモンスターズ　（ドクター愛奈）[7]

### ナレーション
- Asia Insight - NHK
- エリックのワンダースイーツ （ニーナ）- NHKBS
- TOMORROW BEYOUD 3.11 - NHKBS
- いいものプレミアム（V．O） - フジテレビ
- 超潜入!リアルスコープハイパー - フジテレビ
- FOXナショナルテオグラフィックフットボールモーメンツ ナレーション
- 江東ワイドスクエア「江東区の伝統芸能」ナレーション - CATV
- 横河電機 子供たちの笑顔篇 CMナレーション
- 横河電機 この星のために、お客様とともに篇 CMナレーション
- エーエフシー 爽快柑 CMナレーション
- Ex:beautu スターアップパレット WEBナレーション
- yomiDr. ナレーション
- リブドッグ　CMナレーション
- モデーア　CMナレーション
- 草津温泉 片岡鶴太郎美術館 ナレーション
- coopのエシカル　CM　ナレーション
- ApeaceLIVE2018 Sky goes on forever ナレーション - 東海テレビ
- Apeace 8th anniversary LIVE2019 ナレーション - 東海テレビ
- MnetPresents AICHI IMPACT!2019 KPOP FESTIVAL ナレーション - 東海テレビ
- ヤクルト CMナレーション
- KADOKAWA 市川雷蔵雷蔵祭『初恋』CMナレーション
- 飯盛達人3 CMナレーション
- でんじろう先生のはぴエネ! DVD版ナレーション
- フローズン・アワード「冷凍男子　冷凍女子　総選挙」商品PR動画ナレーション
- アポロステーション ナレーション
- マルエツオンラインデリバリー CMナレーション
- 佐川急便 CMナレーション
- 東京手仕事 edomae寿司切子  ナレーション
- 東京手仕事 Nagaku-名額- ナレーション
- ダンスチャンネル「ヨガから始まる美女の休日」ナレーション - CS放送
- ダンスチャンネル「自撮り美女 家トレはじめました！」ナレーション - CS放送
- FANCL「FANCHALLE!」ナレーション - テレビ神奈川
- サイボウズOffice　CMナレーション
- roomＳ　CMナレーション
- NTT東日本 　CMナレーション
- 是空／フィールドワークス  『蜘蛛女 HDリマスター版ブルーレイ』PVナレーション
- 是空／フィールドワークス  『冷たい月を抱く女 HDリマスター版ブルーレイ』PVナレーション

### ラジオ
- エドウイン（ラジオCM）
- ジョージア（ラジオCM）
- 白元 アイスノン（ラジオCM）
- 文化放送 CM コンテスト課題
- IKEA（ラジオCM）
- 「USENN」50周年ミニドラマ（母親）
- ビジネスをはじめよう。ビジネスを楽しもう。横浜エフエム放送　[8][9]
- Miracle World Channel InterFM[10] AuDee[11]
- Life Navigator InterFM[12]
- BIKERS PARADISE Sweet Emotion　横浜エフエム放送[13]

### その他
- シルバニアファミリータウン CMサウンドロゴ
- スポーツクラブNAS NAS KIDS クエッチョン 他
- オーディオブック「さくらノイズ」 神楽幸代 役
- BeeTV SWEET TV ワタベ編集長
- 【1分ですっきりエクササイズ】Like Open Dance - PAPAYA SUZUKI (パパイヤ鈴木) 　歌[14]

### 顔出し
- 朝日信用金庫　2018年地元応援団ポスターイメージキャラクター[15]
- 花王エッセンシャル　寝ぐせ直しラクちん篇 CM
- ＳＫＹ株式会社 CM
- スキマスイッチ「スカーレット」 ビデオクリップ
- J-WORLD TOKYO CM (2013年) 母親役
- ロッテハッピー・イースターキャンペーン「いいさ！いーのさー！！イースター！！！」PV
- ショップジャパンフードセーバー　レポーター
- ショップジャパン　ここひえ　ナビゲーター
- ギラ・ジルカ 「ダメですか」 MV
- ブリュードッグジャパン「ネオンドリーム」CM[16]
- 阪急交通社テレビ通販放送「エメラルドグリーンに輝く！憧れのオーシャンビュー リゾートホテルに3連泊！ゆったり巡る八重山諸島４日間」レポーター
- 阪急交通社テレビ通販放送「ぐるり四国４県の旅」レポーター

### 映画
- リターン (映画) (2013年、アークエンタテイメント) ‐ナオミ 役
- 検察側の罪人

### テレビドラマ・バラエティ
- Oh,My Dad!!（2013年7月 - 9月、フジテレビ） - インターン社員役、場内アナウンス
- 獣電戦隊キョウリュウジャー（2013年、テレビ朝日）
- 都市伝説の女Part2「ドラキュラ編」（2013年、テレビ朝日） - 劇団員役
- 慰謝料弁護士〜あなたの涙、お金に変えましょう〜第5話（2014年2月、読売テレビ）- 陶芸先生 役
- 医龍 -Team Medical Dragon- 4 第9話（2014年3月、フジテレビ）- 脇坂の妻 役
- ビター・ブラッド（2014年、フジテレビ）- レポーター 役
- ほっとけない魔女たち第16話（2014年、東海テレビ・フジテレビ） - 歯科助手 役
- ニンゲン観察バラエティ モニタリング（2018年8月16日放送）木村拓哉がコス摩呂とグルメロケで一般宅に突撃訪問‼- 仕掛け人[17]
- 人気芸能人にイタズラ! 仰天ハプニング○連発（2018年12月27日放送）人気芸能人にイタズラ! 仰天ハプニング150連発- イベントMC仕掛け人

### 舞台
- アトリエ「ん」第二回公演（2013年1月）「サボテンの花」
- ロウドクノチカラ「バイバイ、ブラックバード」（2013年4月） 有須睦子 役
- AZULアクターズサラダボウル 「おしまいジ・エンド」（2013年9月） 遠藤今日花 役
- WHAT COLOR 第13回公演「ダイアナ2013」脚本／ブラジリィー・アン・山田 （2013年12月）小柳恵子 役
- ロウドクノチカラ「アヒルと鴨のコインロッカー」（2014年1月） 麗子 役
- 園田英樹演劇祭「カナリア」（2014年5月） サホ 役
- TOP BANANA第3回公演「ラブストーリーはいらない」（2015年6月）佐賀美咲 役
- WITHYOU第4回公演「有限会社ひきもどし」（2016年9月）浜崎瞳 役
- 東京イボンヌ第12回公演「酔いどれシューベルト」主演： いしだ壱成(2016年11月) ステラ（B）役
- ミラクルワールドシアター 宮西達也とゆかいな絵本の仲間たち  ヒョッコリン、お姉さん 役[18]
- 宮西達也のミラクルワールド　ヒョッコリンと森のミラクル音楽隊 ヒョッコリン、お姉さん役[19]
- 宮西達也のミラクルワールドクリスマス　ヒョッコリンと森のミラクル音楽隊　ヒョッコリン、お姉さん役[20]
- 宮西達也のミラクルワールドアドベンチャーコンサート～ハワイ篇　ヒョッコリン、お姉さん役[21]
- 宮西達也のミラクルワールドアドベンチャーコンサート～ニューオーリンズ篇　feat.ユッコ・ミラー　ヒョッコリン、お姉さん役[22]

### MC
- なでしこ凱旋！日テレ・ベレーザ岩清水梓 トークショー～ロンドン五輪が日本女子サッカーに与えたもの～Presented byノジマ MC
- ラ チッタデッラ カワサキハロウィン  2013、2014、2015、パレードMC
- 東京ゲームショウ2016 Twitch ステージMC
- ラ チッタデッラ カワサキハロウィン  2016 パレードMC
- ジャパンアミューズメントエキスポ2017 バイキング マジシャンズデッド トーナメントステージMC
- BitSummit2017「A 5th Of BitSummit」ステージMC
- 第34回伝統的工芸品月間国民会議全国大会 ステージMC
- BitSummitRoadshowTokyo2018 ステージMC
- ライブ・エンターテイメントEXPO2018　ステージMC
- 東京ゲームショウ2018 SAMSUNG SSD ステージMC
- ラ チッタデッラ カワサキハロウィン  2018 パレードMC
- ジャパンアミューズメントエキスポ2019 バンダイナムコアミューズメント ステージMC
- DIG INTO GOOD GAMES 渋谷ストリーム ステージMC
- イベントJAPAN 2019　ステージMC
- 日本財団　LOVE LOVE LOVE LOVE 展 プレイベント　トークショーＭＣ
- 東京ゲームショウ2019 SAMSUNG SSD ステージMC
- BitSummitRoadshowTokyo2019 ステージMC
- ラ チッタデッラ カワサキハロウィン  2019 パレードMC
- 楽天みん就LIVE　MC
- ジャパンアミューズメントエキスポ2020バンダイナムコアミューズメント アシスタントMC
- 東京ゲームショウ2020 バンダイナムコエンターテインメント バンナム８時間TV　MC
- 東京ゲームショウ2024 主催者ステージMC
- 動くガンダムグランドフィナーレ『GUNDAM FACTORY YOKOHAMA GRAND FINALE～To the New Stage～2024 ステージMC

## ディスコグラフィ
| No. | リリース日    | タイトル                                                    | 収録曲                          | 備考 | フォーマット | 規格品番  |
| --- | ------------- | ----------------------------------------------------------- | ------------------------------- | ---- | ------------ | --------- |
|     |               |                                                             |                                 |      |              |           |
|     | 2019年7月31日 | 宮西達也のミラクルワールド ヒョッコリンと森のミラクル音楽隊 | 1. ミラクルワールド・カーニバル |      | 12cmCD       | UICZ-4457 |